# Sarah Where is My Tea
A Sarah Where is My Tea (rövidítve:
SWIMT) egy orosz metalcore együttes. 2008-ban alakultak meg Brjanszk városában. Az érdekes nevű zenekar először egy bemutatkozó középlemezt (EP-t) dobott piacra, 2009-ben, amelyet 2011-ben követett az első nagylemez. 2013-ban már a második stúdióalbumuk is megjelent. Ez idő tájban a zenekar már rendszeresen turnézott is. Egészen a mai napig aktív az együttes. Legelső stúdióalbumukat a "Fono Records" adta ki, a második nagylemez már saját kézből jelent meg.

## Diszkográfia
- Sarah Where is My Tea (EP, 2009)
- Desolate (nagylemez, 2011)
- Love & Honor (nagylemez, 2013)